# Fernando García Oldini
Fernando García Oldini (Santiago, 21 de septiembre de 1898-¿?) fue un escritor, periodista, diplomático y político chileno, miembro del Partido Demócrata. Miembro de la Asamblea Consultiva Constituyente de 1925, durante el segundo gobierno del presidente liberal Arturo Alessandri, ejerció como ministro del Trabajo entre 1932 y 1934. Durante el gobierno del presidente radical Gabriel González Videla, volvió a ejercer el mismo cargo y, además, asumió la titularidad del Ministerio de Relaciones Exteriores entre julio y noviembre de 1952.

## Vida
Su actividad política la desarrolló en el seno del Partido Demócrata. Con ocasión del primer gobierno de Carlos Ibáñez del Campo, en 1929 representó al gobierno de Chile en la Exposición Iberoamericana de Sevilla (España).
En diciembre de 1932, fue designado como ministro del Trabajo en el primer gabinete el presidente Arturo Alessandri. Ocupó el cargo hasta 1934, año en que fue designado como cónsul y ministro plenipotenciario de Chile en Suiza, Austria y Hungría, miembro de la delegación chilena a la Sociedad de las Naciones, y delegado permanente a la de la Organización Internacional del Trabajo (OIT), siendo elegido miembro del consejo del organismo en 1937. A su iniciativa se debe la organización por esa institución de las Confederaciones del Trabajo y las conferencias en los países de América, hasta entonces ignoradas. La primera de estas conferencias se realizó en Santiago de Chile en enero de 1936. En su paso por Suiza tomo cursos de derecho laboral en la ciudad de ese país, Ginebra.
En el gobierno del presidente radical Pedro Aguirre Cerda, fue jefe del Departamento Diplomático del Ministerio de Relaciones Exteriores, desde 1938 hasta 1942. Durante el gobierno del también radical Gabriel González Videla, volvió a asumir el Ministerio del Trabajo, entre el 7 y el 27 de febrero de 1950. Para la segunda administración de Carlos Ibáñez del Campo, fue miembro de la Comisión de Derechos Humanos de las Naciones Unidas (ONU) en 1953.
Por otra parte, su principal actividad literaria la ejerció en el semanario Claridad, editado por la Federación de Estudiantes de la Universidad de Chile (FECh), en el cual publicó numerosos artículos de crítica literaria y sociológica. Participó, también, en la revista Juventud, editada por un grupo de estudiantes. Fue redactor en el diario La Nación, en el cual escribió artículos sobre política internacional. Formó parte del personal del diario hasta 1929.
Casado con Sara María Camino y Malvar, tuvo dos hijos, Fernando y María.